# عبد القادر النعيمي
محيي الدين أبو المفاخر عبد القادر بن محمد بن عمر المعروف بـعبد القادر النُّعيمي (22 فبراير 1442 - 11 أبريل 1521) (12 شوال 845 - 4 جمادى الأولى 927) عالم مسلم وكاتب عربي شامي من أهل القرن الخامس عشر الميلادي/ التاسع الهجري. مولده ووفاته في دمشق. كان مؤرخ دمشق في عصره ومن علماء الحديث. وشيوخه كثيرة ذكرهم في تواريخه. وقد ناب النعيمي في القضاء في دمشق. وكذلك اتّخذ طريقةً في التصوُّف. له مؤلفات عديدة ومنها «الدارس في تاريخ المدارس » و «العنوان في ضبط المواليد والوفيات لأهل الزمان» و«تذكرة الإخوان في حوادث الزمان» و «التبيين في تراجم العلماء والصالحين» و«تحفة البررة في الأحاديث المعتبرة» و«إفادة النقل في الكلام على العقل». توفي عن 79 عامًا.

## مؤلفاته
ومن مؤلفاته:
- «الدارسُ في تاريخ المدارس»، يبدو أن لهذا الكتاب عددًا من العناوين، «الدارس في تواريخ المدارس»، ثم «تنبيه الطالب وإرشاد الدارس فيما في دمشق من الجوامع والمدارس»
- «تذكرةُ الإخوان في حوادث الزمان»
- «القول المبين المُحكَمُ في إهداء القُرَبِ إلى النبيّ صلّى الله عليه وسلّم»
- «تُحفة البَرَرة في الأحاديث المُعتَبَرة»
- «إفادة النَّقل في الكلام على العقل»
- «التَبيين في تراجم العلماء والصالحين»
- «العُنوان في ضبط المواليد والوفيات لأهل الزمان»، جداول تاريخيةٌ ومختاراتٌ.